# Robert Cummings (Musiker)
Robert Cummings (* 11. Dezember 1968 in Winnipeg, Manitoba als Robert Frederick Cummings), bekannt unter dem Pseudonym the man cable, ist ein kanadischer Musiker und Produzent.
Nach seinem Umzug nach Vancouver, Kanada in 1986, spielte er als Schlagzeuger bei bekannten Gruppen wie People Playing Music und Alpha Yaya Diallo. Seit 1992 wohnt er in Berlin, Deutschland und ist tätig als Schlagzeuger bei Gruppen wie Rope (Band), Die Geschwister Pfister, 17 Hippies (als Sexy Ambient Hippies) und als Produzent bei Alpendub und Captain Zorx Stimmungsattacke.
Robert Cummings ist seit 1992 verheiratet und hat eine Tochter Anna (* 8. Dezember 1992).

## Diskografie

### Solo-Alben
- derouting (2000)

### Als Schlagzeuger und/oder Produzent (Auszug)
- Genetic Drugs - Karma Club (1993)
- Genetic Drugs - Karma Pharma (1996)
- Rope - Hotel (1997)
- Das dreckige Dutzend (1999)
- Rope - It's No Fun To Compute (2000)
- Die Geschwister Pfister - The Voice of Snow White (2000)
- the man cable präsentiert Alpendub (2002)
- 17 Hippies play Sexy Ambient Hippies (2003)
- Alpendub - Jo-Delay (2004)
- Captain Zorx Stimmungsattacke (2006)
- The Maplewood Boys - Solid Country Gold (2006)